# Liste der Bodendenkmale in Marschacht
In der Liste der Bodendenkmale in Marschacht sind alle Bodendenkmale der niedersächsischen Gemeinde Marschacht aufgelistet. Die Quelle ist der Denkmalatlas Niedersachsen. Der Stand der Liste ist der 15. August 2024.

## Allgemein
In den Spalten finden sich folgende Informationen des Bodendenkmales :
- Lage        : geographische Koordinaten
- Bezeichnung : Bezeichnung lt. Denkmalatlas
- Beschreibung: Beschreibung lt. Denkmalatlas
- ID          : Objekt-ID
- Bild        : Bild, ggf. zusätzlich mit Link zu weiteren Fotos im Medienarchiv Wikimedia Commons.

## Eichholz
| Lage                         | Bezeichnung       | Beschreibung | ID       | Bild |
| ---------------------------- | ----------------- | --- | -------- | ---- |
| 53° 23′ 21″ N, 10° 21′ 2″ O  | Eichholz 1, Wurt  | Annähernd oval, ca. 50 × 40 m; H. ca. 1 m über umgebendem Gelände. | 28991787 | BW   |
| 53° 23′ 21″ N, 10° 20′ 58″ O | Eichholz 2, Wurt  | Annähernd oval, ca. 50 × 40 m; H. ca. 1,3 m über umgebendem Gelände. | 28991786 | BW   |
| 53° 23′ 26″ N, 10° 20′ 49″ O | Eichholz 3, Wurt  | Dm. ca. 25 m; H. bis 1,3 m über umgebendem Gelände. | 28991788 | BW   |
| 53° 23′ 28″ N, 10° 21′ 20″ O | Eichholz 4, Deich | Historischer Deichzug, östl. von Eichholz, zwischen Krümser Achterdeich und Brandgraben (heute Ilau-Schnedegraben). Name: „Stilkensdeich“, S-Teil früher: „Quer-Ilaus-Deich“.                                                                                         | 28952459 | BW   |
| 53° 23′ 7″ N, 10° 20′ 40″ O  | Eichholz 5, Deich | Historischer Deichzug, nördl. des Ilau-Schnedegrabens, zwischen dem Querdeich im W und dem Quer-Ilau-Deich im O. Name: „Dehl-Diek“. Laut Messtischblatt verlief der Deich auf der N-Seite des Brandgrabens (heute Ilau-Schnedegraben). Länge in der Gmkg. ca. 1,4 km. | 28952460 | BW   |

## Niedermarschacht
| Lage                        | Bezeichnung                | Beschreibung | ID       | Bild |
| --------------------------- | -------------------------- | --- | -------- | ---- |
| 53° 25′ 8″ N, 10° 21′ 37″ O | Niedermarschacht 3, Wurt   | Oval. Dm. ca. 80 × 40 m; H. über umgebendem Gelände bis 1,5 m. Im N in Deich übergehend. Südl. Bereich steil geböscht.                                                                                              | 28953955 | BW   |
| 53° 25′ 9″ N, 10° 21′ 29″ O | Niedermarschacht 5, Wurt   | Annähernd oval. Dm. ca. 40 × 25 m; H. über umgebendem Gelände bis 1,0 m. | 28953957 | BW   |
| 53° 25′ 8″ N, 10° 21′ 16″ O | Niedermarschacht 7, Wurt   | Annähernd rechteckig, ca. 30 × 20 m; H. über umgebendem Gelände bis 1,0 m. | 28953959 | BW   |
| 53° 25′ 9″ N, 10° 21′ 42″ O | Niedermarschacht 11, Deich | Historischer Deichzug in der Ortslage von Niedermarschacht, südl. des neuen Elbdeiches. Fortsetzung nach O in der Gmkg. Obermarschacht, nach W in der Gmkg. Rönne. „Alter Elbdeich“, Länge in der Gmkg. ca. 1,4 km. | 28952452 | BW   |
| 53° 25′ 7″ N, 10° 21′ 20″ O | Niedermarschacht 12, Wurt  | Annähernd oval. Dm. ca. 60 × 40 m; H. über umgebendem Gelände bis 0,8 m. | 28954829 | BW   |

## Obermarschacht
| Lage                         | Bezeichnung              | Beschreibung | ID       | Bild |
| ---------------------------- | ------------------------ | --- | -------- | ---- |
| 53° 25′ 2″ N, 10° 22′ 12″ O  | Obermarschacht 2, Wurt   | Dm. ca. 25 m; H. ca. 2 m über umgebendem Gelände nach S. | 28991678 | BW   |
| 53° 25′ 2″ N, 10° 22′ 14″ O  | Obermarschacht 3, Wurt   | Dm. ca. 25 m; H. ca. 1,3 m über umgebendem Gelände. | 28991679 | BW   |
| 53° 25′ 1″ N, 10° 22′ 21″ O  | Obermarschacht 4, Wurt   | Annähernd oval, ca. 35 × 15 m; H. ca. 1 m über umgebendem Gelände. | 28991680 | BW   |
| 53° 24′ 59″ N, 10° 22′ 26″ O | Obermarschacht 5, Wurt   | Annähernd oval, ca. 25 × 15 m; H. ca. 3 m über umgebendem Gelände. | 28991681 | BW   |
| 53° 24′ 59″ N, 10° 22′ 28″ O | Obermarschacht 6, Wurt   | Dm. ca. 25 m; H. ca. 3 m über umgebendem Gelände. | 28991682 | BW   |
| 53° 24′ 58″ N, 10° 22′ 34″ O | Obermarschacht 8, Wurt   | Dm. ca. 20 m; H. bis 3 m über umgebendem Gelände. | 28991683 | BW   |
| 53° 24′ 57″ N, 10° 22′ 36″ O | Obermarschacht 9, Wurt   | Annähernd oval, ca. 50 × 25 m; H. ca. 2,5 m über umgebendem Gelände. | 28991684 | BW   |
| 53° 24′ 56″ N, 10° 22′ 40″ O | Obermarschacht 10, Wurt  | Annähernd oval, ca. 50 × 25 m; H. ca. 2,5 m über umgebendem Gelände. | 28991685 | BW   |
| 53° 24′ 55″ N, 10° 22′ 41″ O | Obermarschacht 11, Wurt  | Annähernd oval, ca. 25 × 15 m; H. bis 3 m über umgebendem Gelände. | 28991686 | BW   |
| 53° 24′ 56″ N, 10° 22′ 35″ O | Obermarschacht 13, Wurt  | Dm. ca. 20 m; H. bis 1 m über umgebendem Gelände. | 28991777 | BW   |
| 53° 24′ 55″ N, 10° 22′ 36″ O | Obermarschacht 14, Wurt  | Dm. ca. 25 m; H. ca. 1 m über umgebendem Gelände. | 28991778 | BW   |
| 53° 24′ 54″ N, 10° 22′ 43″ O | Obermarschacht 16, Wurt  | Annähernd oval, ca. 35 × 20 m; H. ca. 1 m über umgebendem Gelände. | 28991780 | BW   |
| 53° 24′ 53″ N, 10° 22′ 47″ O | Obermarschacht 17, Wurt  | Annähernd oval, ca. 45 × 25 m; H. bis 0,8 m über umgebendem Gelände. | 28991781 | BW   |
| 53° 24′ 47″ N, 10° 22′ 57″ O | Obermarschacht 18, Wurt  | Annähernd rechteckig, ca. 70 × 65 m; H. bis 0,8 m über umgebendem Gelände. | 28991782 | BW   |
| 53° 24′ 40″ N, 10° 23′ 18″ O | Obermarschacht 20, Wurt  | Annähernd oval, ca. 30 × 20 m; H. ca. 1 m über umgebendem Gelände. | 28991783 | BW   |
| 53° 24′ 38″ N, 10° 23′ 22″ O | Obermarschacht 21, Wurt  | Annähernd oval, ca. 40 × 25 m; H. ca. 1 m über umgebendem Gelände. | 28991784 | BW   |
| 53° 24′ 45″ N, 10° 23′ 6″ O  | Obermarschacht 28, Deich | Historischer Deichzug in der Ortslage von Obermarschacht, S des neuen Elbdeiches. Fortsetzung nach NW in der Gmkg. Niedermarschacht, Fortsetzung nach O in der Gmkg. Tespe. „Alter Elbdeich“, Länge in der Gmkg. ca. 2 km. | 28952455 | BW   |

## Oldershausen
| Lage                         | Bezeichnung           | Beschreibung | ID       | Bild |
| ---------------------------- | --------------------- | --- | -------- | ---- |
| 53° 22′ 15″ N, 10° 20′ 43″ O | Oldershausen 1, Deich | Historischer Deichzug zwischen Oldershausen und Horburg, nördl. der alten Ilmenau (heute Neetze). L. in der Gmkg. ca. 1,5 km. | 28952461 | BW   |
| 53° 22′ 6″ N, 10° 21′ 10″ O  | Oldershausen 2, Deich | Deichzug zwischen Horburg und Oldershausen, entlang des südl. Neetzeufers. Länge in der Gmkg. Oldershausen ca. 3 km. | 28952462 | BW   |
| 53° 22′ 48″ N, 10° 21′ 37″ O | Oldershausen 3, Deich | Deich um das Seefeld, nördl. von Oldershausen. Der Deich begann am NO-Rand von Oldershausen und verlief von da aus ca. 2,7 km in Richtung NO, stieß dort auf den südl. des Brandgrabens verlaufenden Deich. Der Deich bildete den östl. Abschluss des sogen. Hörstenfeldes, umschloss mit dem im W gelegenen jüngeren Hörstendeich und dem im N gelegenen Deich am Brandgraben das Seefeld. | 28952463 | BW   |
| 53° 21′ 38″ N, 10° 19′ 39″ O | Oldershausen 5, Deich | Deichzug, südl. von Oldershausen, über den Ilmenaukanal hinweg bis zur Kreisgrenze. Der Deich stellt gemeinsam mit dem Deich in der Gmkg. Handorf, einen gemeinsamen Deichzug dar. L. in der Gmkg. ca. 700 m. | 28952464 | BW   |
| 53° 22′ 57″ N, 10° 19′ 57″ O | Oldershausen 7, Deich | Historischer Deichzug. Östl. von Tönnhausen, nördl. des Ilmenaukanals und südl. des Ilau-Schnedegrabens, genannt „Hörstendeich“. Dieser Deich umschloss gemeinsam mit dem Deich um das alte Hörstener oder Hundener Feld das Hörstenfeld. | 28980577 | BW   |
| 53° 22′ 28″ N, 10° 20′ 46″ O | Oldershausen 8, Deich | Historischer Deichzug, ca. 1,5 km nordöstl. von Oldershausen. Offenbar handelt es sich bei diesem Deich um eine - auf den älteren Karten bereits nicht mehr verzeichnete - ältere Teilvariante des Deiches um das Seefeld, Länge ca. 0,6 km. | 28952466 | BW   |
| 53° 23′ 5″ N, 10° 20′ 58″ O  | Oldershausen 9, Damm  | Historischer Deichzug. Laut Messtischblatt verlief er entlang des S-Ufers des Brandgrabens (heute Ilau-Schnedegraben) als relativ niedriger, schmaler Damm. L. in der Gmkg. ca. 2,0 km. | 28952467 | BW   |

## Rönne
| Lage                         | Bezeichnung     | Beschreibung | ID       | Bild |
| ---------------------------- | --------------- | --- | -------- | ---- |
| 53° 25′ 15″ N, 10° 20′ 2″ O  | Rönne 2, Wurt   | Oval. Dm. ca. 30 × 20 m; H. über umgebendem Gelände ca. 1,2 m. | 28954220 | BW   |
| 53° 25′ 14″ N, 10° 20′ 7″ O  | Rönne 4, Wurt   | Annähernd oval. Dm. ca. 30 m; H. über umgebendem Gelände bis 1,5 m. | 28954222 | BW   |
| 53° 25′ 14″ N, 10° 20′ 9″ O  | Rönne 7, Wurt   | Oval. Dm. ca. 35 × 20 m; H. über umgebendem Gelände ca. 0,8 m. | 28954225 | BW   |
| 53° 25′ 11″ N, 10° 20′ 12″ O | Rönne 9, Wurt   | Podest am Deich. Annähernd rund. Dm. ca. 25 m; H. über umgebendem Gelände ca. 0,8 m. | 28954227 | BW   |
| 53° 25′ 12″ N, 10° 20′ 15″ O | Rönne 10, Wurt  | Podest flach am Deich. Annähernd rund. Dm. ca. 15 m; H. ca. 0,5 m über umgebendem Gelände. | 28954228 | BW   |
| 53° 24′ 25″ N, 10° 19′ 56″ O | Rönne 11, Deich | Historischer Deichzug zwischen dem Querdeich bzw. Drennhäuser Hinterdeich südwestl. von Krümme und dem Elbdeich östl. von Rönne. Name: „Krümser Achterdeich“. Der SW-Teil liegt in der Gmkg. Schwinde. L. in der Gmkg. ca. 1,8 km. | 28952449 | BW   |
| 53° 25′ 11″ N, 10° 20′ 18″ O | Rönne 13, Deich | Historischer Deichzug in der Ortslage von Rönne, südl. der neuen Elbdeiches. Fortsetzung im W in der Gmkg. Schwinde, im O in der Gmkg. Niedermarschacht. Alter Elbdeich, L in der Gmkg. ca. 1,3 km.                                | 28952450 | BW   |